# Redhills
Redhills – osada w Anglii, w Kumbrii, w dystrykcie (unitary authority) Westmorland and Furness. Leży 30 km na południowy wschód od miasta Carlisle i 391 km na północny zachód od Londynu.